# Ар'єн ван дер Гейде
Ар'єн ван дер Гейде (нід. Arjen van der Heide, нар. 19 листопада 2001, Геренвен, Нідерланди) — нідерландський футболіст, нападник клубу «Рода».

## Ігрова кар'єра

### Клубна
Ар'єн ван дер Гейде є вихованцем футбольного клубу «Геренвен» зі свого рідного міста. З 2012 року нападник грав у молодіжній клубній команді. У вересні 2017 року футболіст підписав з клубом перший професійний контракт на три роки. З сезону 2018/19 він був внесений в заявку першої команди на турнір Ередивізі. Та першу гру в основі футболіст провів лише у серпні 2019 року. Загалом у команді ван дер Гейде провів три сезони.
В липні 2022 року він перейшов до клубу Еерстедивізі «Рода» з міста Керкраде, з яким підписав трирічний контракт.

### Збірна
З 2016 року Ар'єн ван дер Гейде виступав за юнацькі збірні Нідерландів різних вікових категорій.